# Белен-де-Баллю Яків Якович
Белен-де-Баллю Яків Якович (фр. Jacques Niicolas Belin de Ballu) (1753, Париж — 16 червня 1815) — філолог, антикознавець, професор грецької і французької словесності, професор Харківського університету.

## Біографія
Народився у Парижі в 1753 р. Відомостей про виховання та навчання не зберіглося. Був членом Паризької королівської академії написів і витонченої словесності [Архівовано 21 травня 2017 у Wayback Machine.], радником Монетного департаменту [Архівовано 8 квітня 2017 у Wayback Machine.], членом Національного інституту, членом Московського товариства дослідників природи [Архівовано 9 травня 2017 у Wayback Machine.]. Став відомим у Франції завдяки своїм друкованим працям з питань античної літератури.
В 1803 р за запрошенням куратора Санкт-Петербурзького округу М. М. Новосільцева, який тимчасово завідував Харківським навчальним округом, приїхав до Харкова. 4 грудня 1803 р. призначений професором грецької та французької літератури до Харківського університету. В 1804 р. призначений членом комітету з «прискорення справ з облаштування університету», що був утворений Северином Потоцьким. Під час відкриття університету 17 січня 1805 р. прочитав промову латинською мовою «Про необхідність наук для всіх державних звань, а особливо військового».
18 січня 1805 р. на першому засіданні Ради університету був обраний бібліотекарем університетської бібліотеки і одночасно виконував обов'язки інспектора казеннокоштних студентів. Як перший бібліотекар багато зробив для створення і організації бібліотеки.
В 1807 р. склав каталог 17 грецьких рукописів богословського, філософського, медичного характеру, що належать до XII—XIII ст. і зберігаються в бібліотеці.
В 1808—1809 рр. — декан словесного факультету Харківського університету.
В 1811 р. був направлений до Санкт-Петербурзького педагогічного інституту [Архівовано 21 березня 2017 у Wayback Machine.] ординарним професором грецької мови і словесності. З 1812 р. — колезький радник.
В 1811 р. Харківський університет обрав його почесним членом.
Був відомий своїми перекладами Геродота, Гомера, Лукіана. Будучи доктором філософії і блискучим лектором, славився своїм красномовством.

## Праці
- Crestomatia poёtica sive eclodae poёta rum Latinorum in usum studiosae juventittis Rossicae. — Харьков: Тип. ун-та, 1809. Project de règlement pour la maison des étudiants de la Couronne. — Харьков: Тип. ун-та, 1807.
- Le dictionnaire des primitifs inusites de la Langue Latine. — Харьков: Тип. ун-та, 1811.
- Discours sur l'education publique comparé á l'education privé // Речи, говоренные в торжественном собрании Имп. Харьк. ун-та,бывшем 30 августа 1807 г. — Харьков, 1807. — С. 33–53.
- Que l'on doit se prepare par l'etude des sciences au maniment des Armes, et allier la Philosophie à l'art des combats // Речи, говоренные в торжественном собрании 17 января 1805 года при открытии Имп. Харьк. ун-та. — [Репринт изд.] — Харьков, 2013. — С. 28–34. — (Речи, говоренныя в торжественных годовых собраниях Имп. Харьк. ун-та: 1805—1809).
- Systema novum docendi et discendi linguam latinam. — Харьков: Тип. ун-та, 1806.